# Romanogobio tenuicorpus
Romanogobio tenuicorpus és una espècie de peix d'aigua dolça de la família dels ciprínids i de l'ordre dels cipriniformes. Poden assolir fins a 16 cm de longitud total. Es troba a Mongòlia i al riu Amur.